# Root (musikgrupp)
För andra betydelser, se Root (olika betydelser).
Root är ett tjeckiskt black metal-band, bildat 1987 i Brno. Bandets musikstil har utvecklats till ett mer episk, mörk heavy metal ljud med klar sång, men deras musik kan fortfarande kännas igen som black metal på grund av den oförändrade ideologi som bandet har. Deras låttexter handlar om satanism och magi. Jiří "Big Boss" Valter har även grundat den tjeckiska grenen av Church of Satan.

## Historia
Root bildades av sångaren Jiří "Big Boss" Valter och gitarristen Petr "Blackie" Hošek i slutet av 1987. Efter ett par repetitioner spelade bandet in sin första demo-kassett, Reap of Hell, som släpptes 1988. I september samma år gjorde gruppen sitt första framträdande. Den andra demo-kassetten, War of Rats, släpptes 1988. Deras tredje och sista demo-kassett, Messengers from Darkness släpptes 1989. Big Boss spelade trummor på dessa tre demo-kassetterna. Gruppens debutalbum, Zjeveni, släpptes av Zeras Records 1990. Som en del av marknadsföringen spelade bandet in en video för låten "Hrbitov". Den låten finns endast med på VHS-kassetten Death Metal Session II. det andra fullängdsalbumet, Hell Symphony, släpptes 1991 av Zerac Records, som var det första albumet med låttexter på engelska. 
Året 1992 släppte gruppen sitt tredje fullängdsalbumet, The Temple in the Underworld, som gavs ut på Monitor Records. Det fjärde fullängdsalbumet, Kärgeräs, som släpptes av Blackhole Records 1996. Cacophonus Records återutgav samma år Hell Symphony. Efter tre år av knackig verksamhet släppte gruppen sitt femte fullängdsalbum, The Book på Red Black 1999. Två år efter släppte gruppen sitt sjätte fullängdsalbum, Black Seal, och efter två år till kom det sjunde albumet, Madness of the Graves. Roots senaste och åttonde album, Daemon Viam Invenient, släpptes 2007 av Shindy Productions. Bandet har planerat att spela in sitt nionde album, Heritage of Satan, senare i år, 2009.

## Medlemmar
Nuvarande medlemmar
- Big Boss (Jiří Valter) - trummor (1987-1989), sång (1989-idag)
- Alesh A.D. - gitarr (1996-1999, 2014-idag)
- Igor Hubík - basgitarr (2000-idag)
- Pavel Kubát - trummor (2010-present)
- Jan Konečný	- gitarr (2011-present)

Tidigare medlemmar
- Petr "Blackie" Hošek - gitarr (1987- 2004)
- Mr. Zet (Zdeněk Odehnal) - gitarr (1988)
- Dr. Fe (Robert Krčmář) - sång (1988-1989)
- Black Drum (Rostislav Mozga) - trummor (1989-1991)
- Mr. Cross (Petr Kříž) - gitarr (1989)
- Mr. Death (Petr Pálenský) - gitarr (1989)
- Mr. D.A.N. (Dan Janáček) - gitarr (1990-1992)
- Evil (René Kostelňák) - trummor (1992-2008), gitarr (2008-2011)
- Ashok (Marek Šmerda) - gitarr (1999-?)
- Poison (Aleš Jedonek) - gitarr (2006-2007)
- Deadly (Marek Fryèák) - trummor (2008-2009)
- Peter Hrnčiřík - trummor (2009-2010)

## Diskografi
Demo
- 1988 - Reap of Hell
- 1988 - War of Rats
- 1989 - Messengers From Darkness
- 1989 - The Trial

Studioalbum
- 1990 - Zjevení
- 1991 - Hell Symphony
- 1992 - The Temple in the Underworld
- 1996 - Kärgeräs
- 1999 - The Revelation
- 1999 - The Book
- 2001 - Black Seal
- 2003 - Madness of the Graves
- 2007 - Daemon Viam Invenient
- 2011 - Heritage of Satan

Livealbum
- 2005 - Capturing Sweden - Live in Falkenberg (livealbum)

EP
- 2006 - Casilda

Singlar
- 1990 - 7 Èerných Jezdcù

Samlingsalbum
- 2003 - Dema (samlingsalbum)

Annat
- 2003 - Root / Atomizer (split)

## Videografi
- 1988 - Death Metal Session II. (VHS) (delad video: Krabathor / Root / Törr / Abax / Moriorr / Tormentor)
- 2004 - The Devil's Diary (VHS)
- 2004 - Hell Tour 2004 (DVD)
- 2006 - Deep in Root (DVD)